# Axel Wahlstedt
Axel Johan Gabriel Wahlstedt, född 11 januari 1867 i Kristianstad, död 15 december 1943 i Stockholm, var en svensk läkare och numismatiker. 
Han var son till Lars Johan Wahlstedt och hans hustru Wilhelmina (Helmina), född Sylvén. Han gifte sig 1900 med Astrid Reenstierna och är far till Viola Wahlstedt.
Axel Wahlstedt studerade först vid Lunds universitet, där han 1887 blev filosofie kandidat och 1892 medicine kandidat. Vid Karolinska institutet i Stockholm blev han 1898 medicine licentiat. Han utnämndes 1899 till bataljonsläkare, 1913 till regementsläkare vid fortifikationen, 1916 till fördelningsläkare vid västra arméfördelningen och var där 1917–1927 fältläkare. Året 1927 fick han överstes tjänsteställning. Wahlstedt var dessutom 1899–1913 assistent vid Statsmedicinska anstaltens rättskemiska avdelning. Åren 1903–1909 var han amanuens i Medicinalstyrelsen och 1911–1916 ledamot av Statistiska tabellkommissionen. Åren 1915–1918 var han redaktör för Tidskrift för frivillig sjukvård i krig.
Vid sidan om sin yrkesbana som militärläkare var Wahlstedt aktiv inom idrottsrörelsen. Han var 1906–1911 ordförande i Stockholms idrottsförbund och 1907–1920 ledamot av verkställande utskottet inom Stockholms skytteförbund. Han var också en framstående numismatiker och utmärkte sig särskilt som medalj- och mynthistoriker. Han var 1916–1934 ordförande i Svenska numismatiska föreningen. Bland hans talrika publikationer inom det området märks särskilt hans fortsättning av Bror Emil Hildebrands påbörjade arbete Minnespenningar öfver enskilda svenska män och kvinnor. För sina insatser inom numismatiken blev han 1923 svensk korresponderande ledamot av Vitterhetsakademien och inom militärmedicinen blev han 1915 ledamot av Krigsvetenskapsakademin. Dessutom var han 1918–1932 ordförande i Djurvännernas nya förening. Han tilldelades Stockholms idrottsförbunds förtjänstmedalj i guld och flera andra medaljer och utmärkelser.
Axel Wahlstedt och hans hustru är gravsatta på Vittsjö kyrkogård i Skåne.